# Wilbur (Washington)
Wilbur é uma cidade  localizada no estado norte-americano de Washington, no Condado de Lincoln.

## Demografia
Segundo o censo norte-americano de 2000, a sua população era de 914 habitantes.
Em 2006, foi estimada uma população de 894, um decréscimo de 20 (-2.2%).

## Geografia
De acordo com o United States Census Bureau tem uma área de
3,5 km², dos quais 3,5 km² cobertos por terra e 0,0 km² cobertos por água. Wilbur localiza-se a aproximadamente 662 m acima do nível do mar.

## Localidades na vizinhança
O diagrama seguinte representa as localidades num raio de 32 km ao redor de Wilbur.